# 罗毅平
罗毅平（1957年—），四川广安人，汉族，中华人民共和国政治人物、第十一届全国人民代表大会四川地区代表。
毕业于成都科技大学自动控制理论及应用专业。加入九三学社。担任九三学社自贡市委主委、自贡市人大常委会副主任。2008年起担任全国人大代表。